# Villa Almerico Capra "La Rotonda"

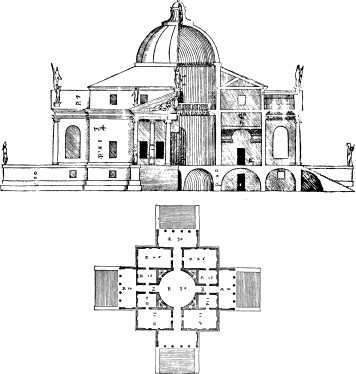
Palladio's ontwerp van Villa La Rotonda, in I Quattro Libri dell'Architettura 1570.

Villa Almerico Capra ("La Rotonda") is een villa uit 1566 (voltooid in 1571, inrichting voltooid in 1589) van de architect Andrea Palladio (1508-1580). Het is een van de beroemdste villa's uit de architectuur van de Italiaanse hoogrenaissance. In deze profane villa zijn tempel-elementen van de architectuur uit de oudheid gebruikt. Sinds 1994 staat het samen met ander werk van Palladio in Veneto op de Werelderfgoedlijst van de UNESCO.

## Situering
De villa ligt in de nabijheid van Vicenza (Noord Italië), in de landbouwstreek Veneto. Het gebouw ligt op de top van een heuvel met een licht glooiende helling, tussen andere heuvels en grenst aan één zijde aan de rivier Bacchiglione. Palladio maakte in zijn ontwerp gebruik van het uitzicht rondom, dat een gevolg is van de ligging op een heuvel. Alle vier de zijden hebben een loggia die diende als portiek. Palladio noemde dit de belangrijkste karakteristiek van het gebouw.
De koepel van het gebouw en de vier symmetrisch gebouwde voorportalen geven het geheel een bijzondere aanblik. Hoewel niet als agrarisch landhuis gebouwd (zoals veel villa's uit die tijd), hebben de Capra's de bezitting uitgebreid met landerijen en bijgebouwen en deze later als agrarische villa in gebruik genomen.

## De villa
De villa werd gebouwd in opdracht van Paolo Almerico, een pauselijke hoogwaardigheidsbekleder die zich erin wilde terugtrekken na zijn terugkeer naar zijn geboortestad Vicenza. Het gebouw had als bestemming: 'representatiegebouw'. Almerico's zoon verkocht de villa echter al snel aan de familie Capra, die het bouwwerk ingrijpend liet aanpassen. De oorspronkelijk door Palladio bedoelde half-cirkelvormige koepel werd door de architect Vincenzo Scamozzi verlaagd en voorzien van een oculus (een opening in de koepel), zoals bij het Pantheon in Rome. Uit praktische overwegingen is deze opening later overdekt met een koepeltje. Het grondplan heeft de vorm van een Grieks kruis. Vier gelijke 'tempelfaçades' met Ionische zuilen omringen een vierkant middendeel.
De koepel is beschilderd met fresco's van Allessandro Manganza en de overige fresco's zijn van Anselmo Canera. Standbeelden van Albanese en van  Lorenzo en Agostino Rubini versieren de gevels en de balustraden.
In zijn Italiaanse reizen (1786) geeft Goethe een uitvoerig en bewonderend verslag van zijn bezichtiging van de villa. Anno 2014 zijn de villa en het landgoed op de meeste dagen van de week enkele uren per dag te bezichtigen. Het interieur is slechts enkele dagen per week toegankelijk.

## Verfilming
De villa speelt een belangrijke rol in de verfilming van Mozarts opera Don Giovanni door Joseph Losey.